# Soco em salto

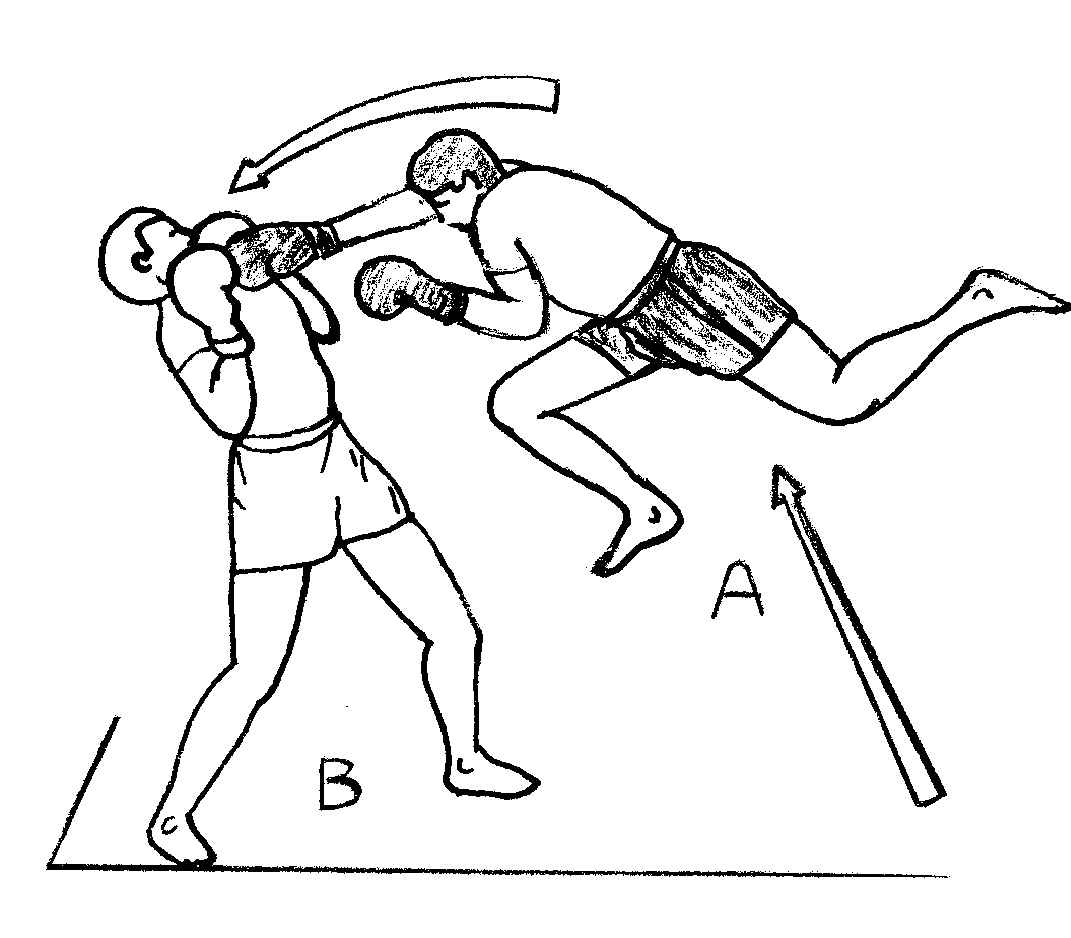
Soco em salto no muay thai

O soco em salto também conhecido por punho de cobra ou soco do super-homem, é uma técnica realizada por salto. Esta é uma técnica amplamente utilizada no muay thai, sanshou, MMA. A técnica consiste numa rápida simulação executada com a troca da perna de trás para a frente fingindo um pontapé, e apanhando o oponente desprevenido, o executante retira a perna utilizada e desfere um direto em salto. Isto resulta num eficaz e poderoso impulso do golpe. O impulso pode ser efectuada tanto com uma ou ambas as pernas. Na maioria das vezes o soco é executado com a mão de trás, proporcionando um maior poder de impacto.
O Superman Punch é mais conhecido por ser um dos principais golpes do lutador de pro-wrestling Roman Reigns.